# Andrew Kratzmann
Andrew Kratzmann (ur. 3 listopada 1971 w Murgonie) – australijski tenisista.

## Kariera tenisowa
Jako zawodowy tenisista Kratzmann startował w latach 1990–2003.
W grze pojedynczej najlepszym wynikiem Australijczyka jest finał z roku 1990 turnieju rangi ATP Challenger Tour w Canberze, na nawierzchni trawiastej. W pojedynku finałowym przegrał z Brettem Stevenem. W roku 1994 zagrał w wielkoszlemowym Australian Open, jednak w meczu 1 rundy został pokonany przez Tomasa Nydahla. W rankingu singlowym najwyżej sklasyfikowany był pod koniec sierpnia 1991 roku na 299. miejscu.
W grze podwójnej wygrał 9 turniejów rangi ATP World Tour, w tym w roku 1999 rozgrywki rangi ATP Masters Series w Hamburgu. Partnerem deblowym Kratzmanna był wówczas Wayne Arthurs. Ponadto jest uczestnikiem 12 finałów turniejów ATP World Tour, w tym Australian Open z roku 2000, gdzie razem z Wayne’em Blackiem zmierzyli się z deblem Ellis Ferreira–Rick Leach. Mecz zakończył się rezultatem 6:4, 3:6, 6:3, 3:6, 18:16 dla pary Ferreira–Leach. W zestawieniu deblistów najwyższą pozycję Kratzmann osiągnął w marcu 2000 roku – nr 13.

### Finały w turniejach ATP World Tour
| Legenda                                      |
| -------------------------------------------- |
| Wielki Szlem                                 |
| Igrzyska olimpijskie                         |
| Tennis Masters Cup / ATP Finals              |
| ATP Masters Series / ATP Tour Masters 1000   |
| ATP International Series Gold / ATP Tour 500 |
| ATP International Series / ATP Tour 250      |

#### Gra podwójna (9–12)
| Końcowy wynik | Nr  | Data                | Turniej                    | Nawierzchnia    | Partner            | Przeciwnicy                        | Wynik finału              |
| ------------- | --- | ------------------- | -------------------------- | --------------- | ------------------ | ---------------------------------- | ------------------------- |
| Zwycięzca     | 1.  | 9 stycznia 1994     | Adelaide                   | Twarda          | Mark Kratzmann     | David Adams Byron Black            | 6:4, 6:3                  |
| Finalista     | 1.  | 16 lipca 1995       | Båstad                     | Ceglana         | Jon Ireland        | Jan Apell Jonas Björkman           | 3:6, 0:6                  |
| Zwycięzca     | 2.  | 13 sierpnia 1995    | San Marino                 | Ceglana         | Jordi Arrese       | Pablo Albano Federico Mordegan     | 7:6, 3:6, 6:2             |
| Finalista     | 2.  | 17 marca 1996       | Kopenhaga                  | Dywanowa (hala) | Wayne Arthurs      | Libor Pimek Byron Talbot           | 6:7, 6:3, 3:6             |
| Zwycięzca     | 3.  | 29 września 1996    | Palermo                    | Ceglana         | Marcos Ondruska    | Cristian Brandi Emilio Sánchez     | 7:6, 6:4                  |
| Zwycięzca     | 4.  | 6 października 1996 | Marbella                   | Ceglana         | Jack Waite         | Pablo Albano Lucas Arnold Ker      | 6:7, 6:3, 6:4             |
| Finalista     | 3.  | 3 sierpnia 1997     | Amsterdam                  | Ceglana         | Libor Pimek        | Paul Kilderry Nicolás Lapentti     | 6:3, 5:7, 6:7             |
| Zwycięzca     | 5.  | 5 października 1997 | Palermo                    | Ceglana         | Libor Pimek        | Hendrik Jan Davids Daniel Orsanic  | 3:6, 6:3, 7:6             |
| Zwycięzca     | 6.  | 9 listopada 1997    | Santiago                   | Ceglana         | Hendrik Jan Davids | Julián Alonso Nicolás Lapentti     | 7:6, 5:7, 6:4             |
| Zwycięzca     | 7.  | 3 maja 1998         | Praga                      | Ceglana         | Wayne Arthurs      | Fredrik Bergh Nicklas Kulti        | 6:1, 6:1                  |
| Finalista     | 4.  | 2 sierpnia 1998     | Kitzbühel                  | Ceglana         | Joshua Eagle       | Tom Kempers Daniel Orsanic         | 3:6, 4:6                  |
| Zwycięzca     | 8.  | 9 maja 1999         | Hamburg                    | Ceglana         | Wayne Arthurs      | Paul Haarhuis Jared Palmer         | 2:6, 7:6(5), 6:2          |
| Finalista     | 5.  | 29 stycznia 2000    | Australian Open, Melbourne | Twarda          | Wayne Black        | Ellis Ferreira Rick Leach          | 4:6, 6:3, 3:6, 6:3, 16:18 |
| Zwycięzca     | 9.  | 28 maja 2000        | St. Pölten                 | Ceglana         | Mahesh Bhupathi    | Andrea Gaudenzi Diego Nargiso      | 7:6(10), 6:7(2), 6:4      |
| Finalista     | 6.  | 24 czerwca 2001     | Nottingham                 | Trawiasta       | Paul Hanley        | Donald Johnson Jared Palmer        | 4:6, 2:6                  |
| Finalista     | 7.  | 15 lipca 2001       | Båstad                     | Ceglana         | Simon Aspelin      | Karsten Braasch Jens Knippschild   | 6:7(3), 6:4, 6:7(5)       |
| Finalista     | 8.  | 29 lipca 2001       | Kitzbühel                  | Ceglana         | Simon Aspelin      | Àlex Corretja Luis Lobo            | 1:6, 4:6                  |
| Finalista     | 9.  | 24 lutego 2002      | Buenos Aires               | Ceglana         | Simon Aspelin      | Gastón Etlis Martín Rodríguez      | 6:3, 3:6, 4–10            |
| Finalista     | 10. | 14 kwietnia 2002    | Estoril                    | Ceglana         | Simon Aspelin      | Karsten Braasch Andriej Olchowski  | 3:6, 3:6                  |
| Finalista     | 11. | 29 września 2002    | Hongkong                   | Twarda          | Wayne Arthurs      | Jan-Michael Gambill Graydon Oliver | 7:6(2), 4:6, 6:7(4)       |
| Finalista     | 12. | 28 września 2003    | Bangkok                    | Twarda (hala)   | Jarkko Nieminen    | Jonatan Erlich Andy Ram            | 3:6, 6:7(4)               |